# Giacomo Mosso
Giacomo Mosso (Torino, 3 febbraio 1903 – Biella, 5 settembre 1988) è stato un ingegnere aeronautico italiano, che nell'ambito dell'Ufficio progetti della Costruzioni Aeronautiche Novaresi SA (CANSA) fu autore di numerosi velivoli, tra i quali gli addestratori C.3 Pinguino, C.5, C.6 Falchetto, da bombardamento in picchiata F.C.12, di quello d’attacco F.C.20, del velivolo da collegamento C.4, dell'aliante da trasporto CT.24, quello da bombardamento in picchiata e aerosilurante CT.25.

## Biografia

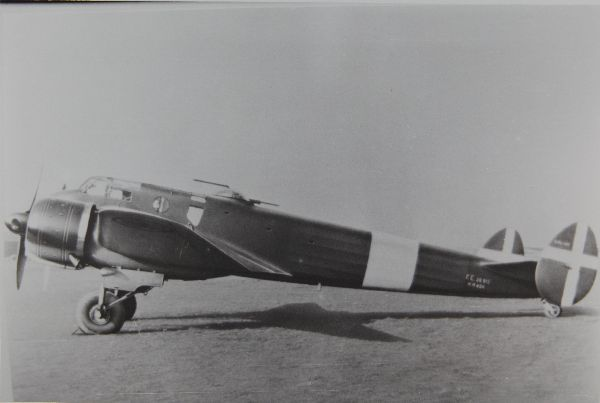
Il velivolo da attacco CANSA FC.20.

Nacque a Torino il 3 febbraio 1903, e dopo aver conseguito la laurea in ingegneria industriale meccanica il 7 gennaio 1927, l’anno successivo si specializzò in aeronautica. Assunto alla FIAT, venne assegnato all’Ufficio progetti della Divisione Aviazione, allora diretto dall’ingegnere Celestino Rosatelli. Durante la sua permanenza alla FIAT, tra il 1935 e il 1936 realizzò il progetto di un aereo da addestramento biposto in tandem. Quando nel 1939 la FIAT acquisì la maggioranza del capitale della Costruzioni Aeronautiche Novaresi SA (CANSA) di Cameri, provincia di Novara, egli vi fu assegnato come Vicedirettore generale e direttore tecnico.  Il suo primo incarico fu la rivisitazione del progetto dell’aereo da addestramento FL.5, che assunse la nuova designazione di C.5, ed andò in volo per la prima volta il 24 luglio 1939.
Ad esso seguirono i prototipi del velivolo da addestramento biplano C.6 Falchetto e dell’aereo da bombardamento in picchiata F.C.12. Nessuno di essi ottenne ordini di produzione, cosa che successe, invece, per il bimotore da osservazione, e poi da attacco, F.C.20.
Nel 1942 progettò l'aliante da trasporto CT.24, quello da bombardamento in picchiata e aerosilurante CT.25, e realizzò i prototipi del velivolo da collegamento C.4, del motore C.80,  e dell’addestratore C.3 Pinguino. Dopo l’armistizio dell’8 settembre 1943 le autorità di occupazione tedesche sospesero ogni attività di costruzione e progettazione aeronautica presso la CANSA. Per mantenere in vita la produzione l’ufficio tecnico tentò, invano, la progettazione di un motocarro e poi di una automotrice ferroviaria, ma poi egli venne richiamato a Torino e assegnato alla divisione autoveicoli industriali SPA, per il trasporto di persone, dove rimase fino al suo pensionamento. Si spense a Biella il 5 settembre 1988.

## Progetti
- CANSA C.3 Pinguino
- CANSA C.5
- CANSA C.6 Falchetto
- CANSA CT.24
- CANSA CT.25
- Fiat CANSA F.C.12
- Fiat CANSA F.C.20